# هادانو (كاناغاوا)
هادانو (باليابانية: 秦野市 هادانو-شي) هي مدينة يابانية تقع في محافظة كاناغاوا. 
تم تأسيس المدينة في 1 يناير، 1955.

## تاريخ
كانت هادانو تعتبر مركز تجاري خلال فترة إيدو بعد البداية بزراعة التبغ في المنطقة. وبعد 300 عام من التاريخ الطويل في صناعة التبغ أسدل الستار على آخر مزارع التبغ في المدينة عام 1984. وتحول مركز تجارة التبغ السابق إلى مركز تسوق.

## تعليم
- جامعة توكاي.

## توأمة
لهادانو (كاناغاوا) اتفاقيات توأمة مع كل من:
- سوا
- باسادينا

## أعلام
- شينيا يامادا
- رينكو كيكوتشي
- ميتشيكو إينوكاي

## وصلات خارجية
- الموقع الرسمي باللغة اليابانية